# Publius Cornelius Cethegus (Senator)
Publius Cornelius Cethegus († vor 66 v. Chr.) war ein römischer Senator der ersten Hälfte des 1. Jahrhunderts v. Chr. aus dem patrizischen Zweig der Cethegi der gens der Cornelii.
Es ist nicht bekannt, ob Cethegus ein höheres Amt des cursus honorum innehatte. Er muss zumindest Quästor gewesen sein, da er dem Senat angehörte. Möglicherweise ist er identisch mit dem Münzmeister Cethegus von 104 bzw. 114/115 v. Chr. Seine Karriere begann vielleicht schon vor dem Bundesgenossenkrieg. Er war im Bürgerkrieg anfangs ein Anhänger des Gaius Marius, schloss sich nach der Schlacht von Praeneste aber Sulla an und konnte so sein Leben retten.
Im Senat war er in den 70er Jahren v. Chr. als „König der Hinterbänkler“ bekannt, da er mit Hilfe von Bestechung eine große Anzahl dieser als pedarii bekannten Senatoren, die Stimmrecht, aber kein Rederecht hatten, kontrollierte. Dank seines Reichtums konnte er so Einfluss auf wichtige politische Entscheidungen nehmen. Es ist beispielsweise dokumentiert, dass er Lucius Licinius Lucullus half, das Kommando im Dritten Mithridatischen Krieg zu erlangen, nachdem dieser Cethegus’ Geliebte, eine stadtbekannte Prostituierte, beschwatzt hatte.
Einer seiner beiden Söhne, Gaius Cornelius Cethegus, wurde 63 v. Chr. als Teilnehmer an der Catilinarischen Verschwörung hingerichtet.